# گائل مونفیس
گائل مونفیس (انگلیسی: Gaël Monfils؛ زادهٔ ۱ سپتامبر ۱۹۸۶) یک تنیس‌باز اهل فرانسه است.